# Grzegorz Miętus
Grzegorz Miętus (* 20. Februar 1993 in Zakopane) ist ein ehemaliger polnischer Skispringer.

## Werdegang
Grzegorz Miętus ist der jüngere Bruder des ehemaligen Skispringer Krzysztof Miętus. Anfangs betrieb er den Skilanglauf. Als Vertreter des AZS Zakopane begann Miętus seine internationale Karriere im Alter von 14 Jahren im unterklassigen FIS Cup. 2008 nahm er in seiner Heimat Zakopane erstmals am Skisprung-Continental-Cup teil.
Bei der Junioren-Weltmeisterschaft 2009 in Štrbské Pleso gewann er mit der Mannschaft im Teamspringen Bronze und belegte im Einzelspringen den 20. Platz. Am 3. Oktober erfolgte sein erster Einsatz im Sommer-Grand-Prix, wobei er in Klingenthal mit 137,5 m nicht nur seine persönliche Bestweite aufstellte, sondern am Ende mit Platz 28 auch erste Grand-Prix-Punkte gewinnen konnte. Eine Woche später wurde er bei den polnischen Meisterschaften in Zakopane hinter Adam Małysz und Łukasz Rutkowski Dritter im Wettbewerb von der Großschanze.
Am 20. Dezember 2009 konnte er im estnischen Otepää auf der Tehvandi-Schanze sein erstes Continental-Cup-Springen gewinnen. Am 22. Januar 2010 gelang ihm in seiner Heimatstadt Zakopane erstmals die Qualifikation für ein Weltcup-Springen. Mit Rang 48 reichte es aber noch nicht für den Sprung in die Punkteränge. Sein bestes Ergebnis erzielte er am 6. Februar 2010 beim Weltcupspringen in Willingen, wo er auf dem 20. Platz landete.
Im Juli 2016 gab Miętus sein Karriereende bekannt.

## Erfolge

### Weltcup-Platzierungen
| Saison  | Platz | Punkte |
| ------- | ----- | ------ |
| 2009/10 | 63.   | 20     |

### Grand-Prix-Platzierungen
| Saison | Platz | Punkte |
| ------ | ----- | ------ |
| 2009   | 73.   | 03     |
| 2011   | 84.   | 02     |
| 2013   | 75.   | 11     |

### Continental-Cup-Siege im Einzel
| Nr. | Datum             | Ort    | Typ           |
| --- | ----------------- | ------ | ------------- |
| 1.  | 20. Dezember 2009 | Otepää | Normalschanze |